# Вівіан Сілвер
Вівіан Сілвер (англ. Vivian Silver, івр. ויויאן סילבר; також — Вівіан Сільвер, при передачі імені з івриту; 2 лютого 1949, Вінніпег, Манітоба, Канада — 7 жовтня 2023, Беері, Ізраїль) — канадсько-ізраїльська феміністка та пацифістка. Співзасновниця ініціативи знизу та організації «Жінки творять мир», метою якої є «взаємоприйнятне вирішення ізраїльсько-палестинського конфлікту». Вбита під час різанини в Беері, яка була частиною атаки ХАМАСу на Ізраїль 2023 року.

## Ранні роки та освіта
Вівіан Сілвер народилася 2 лютого 1949 року у Вінніпезі, Манітоба, Канада.
Сілвер вперше відвідала Ізраїль у 1968 році, на першому курсі коледжу. Вона навчалася у Єврейському університеті в Єрусалимі, де вивчала психологію та англійську літературу. Брала активну участь у Мережі єврейських студентів Північної Америки (англ. North American Jewish Students Network), де з 1972 року була адміністраторкою «Прес-служби єврейських студентів» (англ. Jewish Student Press Service), щоб, зокрема, тримати зв'язок із єврейськими студентськими газетами США. На цій посаді Сілвер почала публікувати статті про ізраїльсько-палестинські відносини. На останньому курсі коледжу Сілвер співзаснувала Студентський сіоністський альянс (англ. Student Zionist Alliance) у своєму кампусі, того року запрошена на національну конференцію Студентського сіоністського альянсу в Монреалі.
У 1973 році Сілвер і Шіфра Бронзник (англ. Shifra Bronznick) організували першу Національну конференцію єврейських жінок у Нью-Йорці.

## Активізм
Сілвер іммігрувала до Ізраїлю в 1974 році і стала членкинею кібуцу Ґезер у рамках руху «Га-Бонім Дрор». У Ґезері стала секретаркою кібуцу, однією з небагатьох жінок, які посідали цю посаду, а пізніше очолила громаду. Вона також відповідала за інфраструктуру, відповідаючи за будівництво та архітектуру. Рання активність Сілвер зосереджувалася на правах жінок і гендерній нерівності в ізраїльському суспільстві. З цією метою 1981 року вона заснувала відділ просування гендерної рівності Об'єднаного руху кібуців. Також працювала в Кнесеті в підкомітеті з просування жінок у сфері праці та економіки, у Фонді Нового Ізраїлю та в керівному комітеті соціальної організації «Шатіл».
1990 року переїхала разом із чоловіком і двома синами до Беері, кібуцу поблизу кордону із Сектором Гази. Там ближче познайомилася з місцевою бедуїнською громадою та жителями Сектора Гази. З 1998 року працювала виконавчою директоркою Інституту стратегій миру та розвитку Негева (NISPED). Сілвер працювала в кібуці, щоб організовувати програми допомоги жителям Сектора Гази, такі як професійне навчання, і забезпечував справедливу оплату праці будівельників у Секторі Гази.
1998 року Сілвер і Амаль Єлсана Альхажуж заснували Арабо-єврейський центр рівності, розширення можливостей і співпраці, відгалуження NISPED. Центр організував проєкти в Ізраїлі, Секторі Гази та на Західному березі, де Сілвер була співдиректоркою до 2014 року. 2011 року Сілвер і Альхажуж отримали премію Віктора Дж. Ґолдберга за мир на Близькому Сході — щорічна премія Інституту міжнародної освіти, яка вручається парі арабських та ізраїльських активістів, які борються за мир.
До закриття кордону в 2007 році Сілвер працювала з жителями Сектора Гази в міжкультурних проєктах. Одна група, яку вона заснувала, «Creating Peace» (укр. Створюючи мир), зосереджувалася на сприянні діловим зв'язкам між палестинськими та ізраїльськими ремісниками.
Сілвер була колишньою членкинею правління «Бецелем» — єрусалимської правозахисної організації. Вона також була залучена до Альянсу за мир на Близькому Сході, а також низки їхніх членських організацій. У рамках цієї роботи вона допомогла організувати та провести екскурсії по ізраїльській стороні кордону між Ізраїлем та Сектором Гази, щоб підвищити обізнаність про боротьбу жителів Сектору Гази.
Сілвер офіційно пішла у відставку в 2014 році. Після виходу на пенсію та операції «Непорушна скеля», Сілвер співзасноувала ініціативу знизу та організацію «Жінки творять мир», а також почала волонтерити з благодійною організацією «Шлях до зцілення» (івр. בדרך להחלמה) і громадською організацією «Проєкт Розана» (англ. Project Rozana) для транспортування пацієнтів із Сектора Гази на лікування до Єрусалиму.
4 жовтня 2023 року Сілвер взяла участь у мирному мітингу в Єрусалимі, який зібрав 1500 ізраїльських і палестинських жінок з руху «Жінки творять мир» та палестинської групи «Жінки сонця» (англ. Women of Sun).

## Зникнення і смерть
7 жовтня 2023 року канадський правозахисник Ірвін Котлер повідомив у мережі Твіттер, що Сілвер викрадено з її дому в Беері під час нападу ХАМАСу. Сестра Сілвер розповіла, що коли вона розмовляла з нею по телефону 7 жовтня, Сілвер повідомила, що чує бойовиків ХАМАСу біля свого будинку. Сілвер також написала друзям у WhatsApp подібне повідомлення. Коли ізраїльські служби реагування прибули на місце, то виявили, що її будинок спалений і потрощений, але оскільки там не було тіла чи ознак боротьби, то Сілвер вважалася викраденою.
Родина та друзі Сілвер створили сторінку у Facebook, щоб спробувати зібрати більше інформації про її можливе місцеперебування, і звернулися до Червоного Хреста та канадського уряду з проханням допомогти знайти Сілвер та забезпечити її звільнення.
Останки Сілвер, знайдені в Беері, ідентифікували через 5 тижнів після нападу, а 13 листопада 2023 року її смерть підтвердили.
Після звістки про смерть Сілвер «Бецелем», Єврейська федерація Вінніпегу та організація «Жінки творять мир» вшанували її пам'ять. Онлайнові слова вшанування Сілвер також опублікували канадський політик і правозахисник Ірвін Котлер, міністерка закордонних справ Канади Мелані Жолі, амбасадорка Канади в Ізраїлі Ліза Штадельбауер та ізраїльська політична діячка Ціпі Лівні. 14 листопада прем'єр-міністр Канади Джастін Трюдо також згадав про смерть Сілвер на заході, сказавши, що буде «дуже сумувати за нею».
Похорон Сілвер пройшов 16 листопада в кібуці Ґезер, де вона жила з 1974 по 1990 рік. На її похороні були присутні близько 1500 людей. Поховання планувалося у кібуці Беері.

## Визнання
- 2011 — премія Віктора Дж. Ґолдберга (англ. Victor J. Goldberg) за мир на Близькому Сході, яка щорічно вручається Інститутом міжнародної освіти (разом із Амаль Єлсана Альхажуж)[13][34];
- 2011 — «Га-Арец» назвав Сілвер однією із «10 найвпливовіших англо-іммігрантів» до Ізраїлю[35].

## Особисте життя
Чоловік, Льюїс Зейґен (англ. Lewis Zeigen, івр. לואי זייגן; 05.10.1936—07.07.2016), із Брукліну, Нью-Йорк, теж переселився до Ізраїлю у 1970-х, де вони й познайомилися. У пари було двоє синів (Хен та Йонатан) і четверо онуків.

## Виноски
1. ↑  Öt héttel a Hamász támadása után azonosították Vivian Silver békeaktivista holttestét — 2023.
2. ↑  https://www.cbc.ca/news/canada/israel-gaza-vivian-silver-1.7027333
3. ↑  https://newvoices.org/2023/11/21/from-campus-to-kibbutz-vivian-silvers-legacy-as-a-jewish-student-leader/
4. ↑  https://ajeec-nisped.org.il/?page_id=17691&lang=en
5. 1 2  Юрій Кобзар (11.10.2023). Бойовики ХАМАСу вбили та викрали активістів, що підтримували Палестину, – NYT. УНІАН. Процитовано 24.12.2023.
6. 1 2 3 4 5 6 7 8 9 10 11 12 13 14 15  Lin-Sommer, Sam (11.10.2023). This 74-year-old peace activist, grandmother, and friend is feared abducted by Hamas. The Forward (англ.) . Архів оригіналу за 14.10.2023. Процитовано 25.12.2023.
7. 1 2 3 4  Norlian, Allison (24.11.2021). Living on the Border of Gaza and Israel: How an Israeli Woman Fights for Peace. Forbes (англ.) . Архів оригіналу за 9.10.2023. Процитовано 9.10.2023.
8. ↑  Mission Statement (англ.) . Women Wage Peace. Процитовано 26.12.2023.
9. 1 2 3  Canadian Israeli peace activist Vivian Silver, feared to be held hostage, confirmed killed in Hamas attacks. CBC News. 13.11.2023. Архів оригіналу за 13.11.2023. Процитовано 13.11.2023.
10. 1 2 3 4 5 6 7 8  Sarick, Lila (9.10.2023). Vivian Silver, a Canadian who dedicated her life to peace, is feared kidnapped by Hamas terrorists. The Canadian Jewish News (англ.) . Архів оригіналу за 9.10.2023. Процитовано 9.10.2023.
11. 1 2 3 4 5 6  Vivian Silver – a Woman Waging Peace. Women Wage Peace (англ.) . 13 серпня 2018. Архів оригіналу за 9.10.2023. Процитовано 9.10.2023.
12. 1 2 3 4 5 6  Gila Axelrod (21.11.2023). From Campus to Kibbutz: Vivian Silver’s legacy as a Jewish student leader (англ.) . Процитовано 26.12.2023.
13. 1 2 3 4 5 6 7  Gingold, Barbara (28.09.2011). Vivian Silver: An Anglo in Israel. Lilith Magazine (англ.) . Архів оригіналу за 9.10.2023. Процитовано 9.10.2023.
14. 1 2 3 4  Burston, Bradley (16 листопада 2023). For Vivian Silver, whom we failed — remembering a lighthouse of a human being. The Forward (англ.) . Процитовано 16 листопада 2023.
15. 1 2 3 4  Masarwa, Lubna (9.10.2023). Prominent Israeli peace and human rights activist missing after Palestinian attack. Middle East Eye (англ.) . Архів оригіналу за 9.10.2023. Процитовано 9.10.2023.
16. 1 2 3 4  Kampeas, Ron (9.10.2023). A peace activist, a soldier, a son: Americans missing, wounded, dead in Hamas attack. www.timesofisrael.com (англ.) . Архів оригіналу за 9.10.2023. Процитовано 9.10.2023.
17. ↑  Founders and Board of Directors (англ.) . ajeec-nisped.org.il. Процитовано 26.12.2023.
18. 1 2  Harvey, Adam (11.10.2023). Volunteer for sick Palestinian children believed to be among Hamas' hostages. ABC News (англ.) . Архів оригіналу за 13.10.2023. Процитовано 14.10.2023.
19. 1 2  Pagliaro, Jennifer (13.11.2023). Canadian Israeli peace activist, who was believed to be kidnapped, now confirmed dead: consulate. Toronto Star (англ.) . Архів оригіналу за 14.11.2023. Процитовано 14.11.2023.
20. 1 2  Cymerman, Henrique (9.10.2023). "I Hope My Mother is Kidnapped in Gaza". Agenda Publica El Pais. Архів оригіналу за 10.10.2023. Процитовано 9.10.2023.
21. ↑  TOVAH LAZAROFF (04.10.2023). US: Palestinian, Israeli women are silent heroines of quest for peace (англ.) . Процитовано 25.12.2023.
22. ↑  Searle, Tyler (8.10.2023). Winnipeg woman reportedly held hostage by Hamas. Winnipeg Free Press (англ.) . Архів оригіналу за 9.10.2023. Процитовано 9.10.2023.
23. ↑  Bowen, Jeremy (13.10.2023). Missing peace activist Vivian Silver – son awaits news, good or bad. BBC News (англ.) . Архів оригіналу за 20.10.2023. Процитовано 14.10.2023.
24. ↑  Фейсбук-група Missing-Vivian-Silver (англ.) . Процитовано 25.12.2023.
25. ↑  Sieff, Kevin; Vinall, Frances; Parker, Nick (13.11.2023). Canadian Israeli peace activist Vivian Silver was killed in Hamas attack, son says. The Washington Post. Архів оригіналу за 14.11.2023. Процитовано 14.11.2023.
26. ↑  Masarwa, Lubna (14.11.2023). Israelis and Palestinians pay tribute to peace activist Vivian Silver killed in kibbutz attack. Middle East Eye (англ.) . Архів оригіналу за 14.11.2023. Процитовано 14.11.2023.
27. 1 2  Sharma, Shweta (14.11.2023). Israel peace activist who advocated for Palestinian rights confirmed dead. The Independent (англ.) . Архів оригіналу за 14.11.2023. Процитовано 14.11.2023.
28. ↑  Woods, Allan Woods (14.11.2023). 'A mighty legacy of peace building': Tributes are pouring in for Canadian-Israeli peace activist Vivian Silver. Toronto Star (англ.) . Процитовано 14.11.2023.
29. ↑  'She will be deeply missed': Trudeau responds to death of Canadian-Israeli peace activist Vivian Silver. Global News (англ.) . 14.11.2023. Архів оригіналу за 14.11.2023. Процитовано 15.11.2023.
30. 1 2  Dayan, Linda (16.11.2023). Thousands Attend Funeral of Slain Canadian-Israeli Peace Activist Vivian Silver. Haaretz (англ.) . Процитовано 16 листопада 2023.
31. ↑  Mourners gather in Israel to honor memory of longtime peace activist Vivian Silver (англ.) . npr.org. 17 листопада 2023. Процитовано 20 березня 2024.
32. ↑  ‘Hamas did not murder your vision’: Fellow peace activists eulogize Vivian Silver. Times of Israel.
33. ↑  Canadian-Israeli peace activist Vivian Silver recalled as a role model at funeral (англ.) . thestar.com. 16 листопада 2023. {{cite web}}: |access-date= вимагає |url= (довідка); Пропущений або порожній |url= (довідка); Текст «https://www.thestar.com/news/canada/canadian-israeli-peace-activist-vivian-silver-recalled-as-a-role-model-at-funeral/article_6881267c-c924-584f-b5a9-61b352dcdd0e.html» проігноровано (довідка)
34. ↑  IIE Victor J. Goldberg Prize for Peace in the Middle East (англ.) . www.iie.org. Процитовано 24.12.2024.
35. ↑  Sheen, David; Ahren, Raphael (28.09.2011). The Year's 10 Most Influential Anglo Immigrants. Haaretz (англ.) . Архів оригіналу за 19.10.2023. Процитовано 9.10.2023.
36. ↑  זייגן לואי (івр.) . beeri.org.il. Процитовано 27.12.2023.
37. 1 2  Barbara Quarshie (14.11.2023). Vivian Silver Husband: Who was Lewis Zeigen (англ.) . Процитовано 25.12.2023.